# Marcel Dobberstein
Marcel Dobberstein (* 14. April 1964) ist ein deutscher Musikwissenschaftler.
Dobberstein studierte Musikwissenschaft, Philosophie und Pädagogik an der Universität Köln. Er lehrte Musikwissenschaften in Eichstätt und Bonn. Sein polemischstes Buch ist Hitler: Die Anatomie einer destruktiven Seele von 2012.